# Myrna Loy
Myrna Loy, pseudonimo di Myrna Adele Williams (Helena, 2 agosto 1905 – New York, 14 dicembre 1993), è stata un'attrice statunitense.

Fra le sue interpretazioni, quella di Nora Charles nella serie di film L'uomo ombra, in coppia con William Powell nei panni del detective Nick Charles.

## Biografia
Di famiglia benestante, il padre David Franklin Williams aveva origini gallesi, mentre la madre aveva ascendenti scozzesi e svedesi. Oltre a essere banchiere e agente immobiliare, il padre fu anche il più giovane deputato eletto in Montana. A causa di problemi di salute, la madre Adelle Mae decise di trasferirsi a sud per trovare un clima più caldo, facendosi accompagnare dalla figlia. Il padre, nonostante avesse acquistato dei terreni, non volle mai lasciare definitivamente il Montana per trasferirsi in California, ma, dopo la sua morte, causata dall'influenza spagnola, tutta la famiglia si trasferì a Culver City.

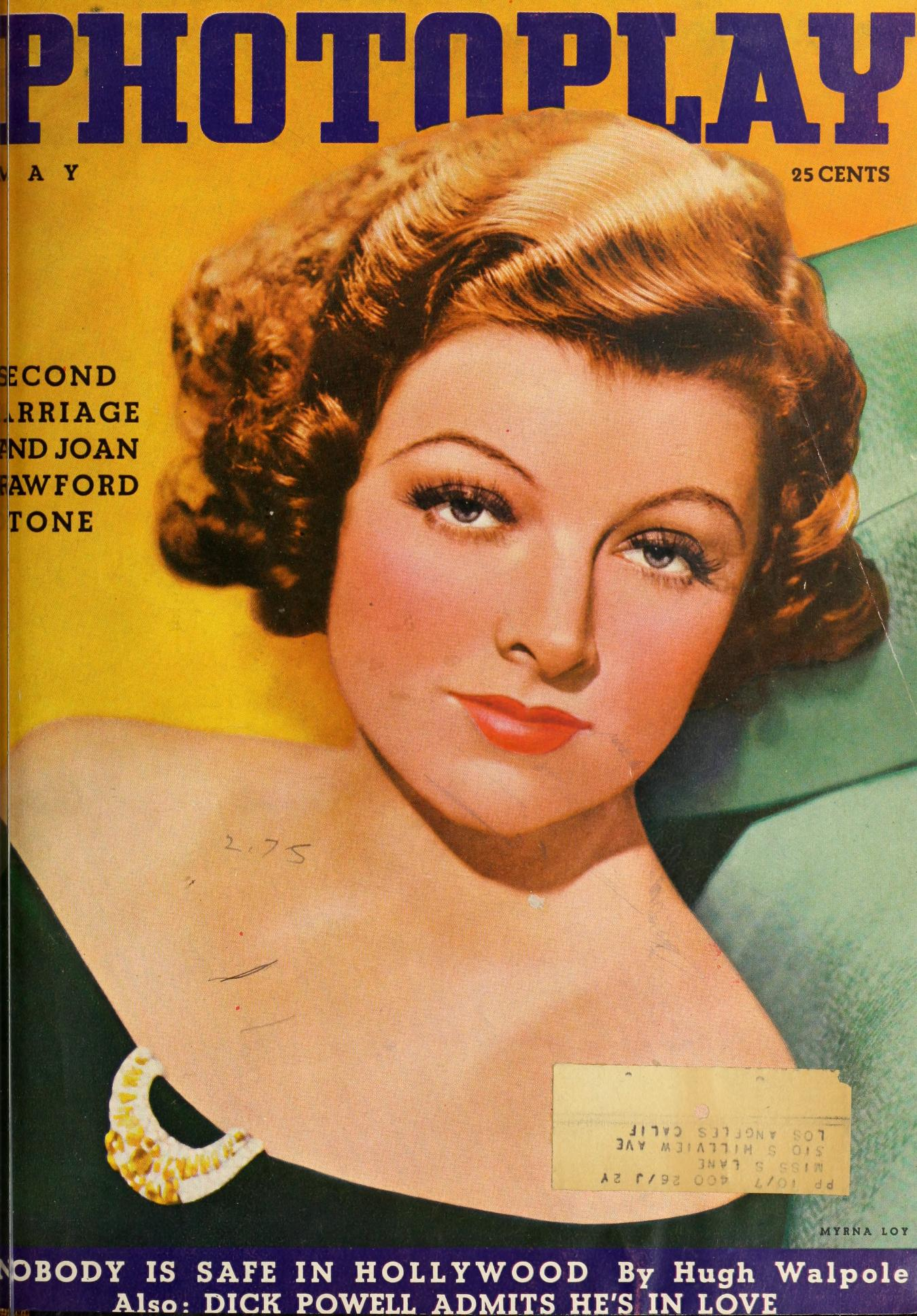
Myrna Loy sulla copertina di Photoplay nel Maggio del 1936

Myrna Loy, che aveva iniziato sin da piccola a prendere lezioni di ballo, iniziò a partecipare a diversi spettacoli in diversi teatri della zona. Durante una rappresentazione venne notata da Natacha Rambova, che la segnalò al marito Rodolfo Valentino perché recitasse nel suo film What Price Beauty? (1925). La giovanissima Myrna Loy fece così la sua prima apparizione cinematografica nel ruolo di una "femme fatale". Grazie al suo fascino intrigante e ai suoi lineamenti vagamente esotici, fu impiegata durante tutti gli anni venti in ruoli di seduttrice e di vamp.
Ma il vero grande successo arrivò con l'avvento del sonoro, che le diede l'opportunità di mettere in luce il suo talento di attrice e la sua bellezza in ruoli di ironica moglie o capricciosa ereditiera. Nel 1933 venne scritturata dalla Metro-Goldwyn-Mayer e, l'anno seguente, ottenne un grande successo al fianco di William Powell nella commedia L'uomo ombra (1934), diretta da W. S. Van Dyke, e tratta dall'omonimo romanzo di Dashiell Hammett, in cui i due impersonarono una coppia di coniugi detective, ironici e amanti della vita mondana. Il film, che avrà ben cinque seguiti (l'ultimo dei quali, Il canto dell'uomo ombra, risale al 1947), offrì all'attrice la possibilità di dimostrarsi scanzonata, fascinosa e raffinata interprete brillante.
Negli anni trenta e quaranta tornò in altre occasioni in coppia con William Powell in numerose commedie, come La donna del giorno (1936) di Jack Conway, Il paradiso delle fanciulle (1936) di Robert Z. Leonard, Ti amo ancora (1940) di W. S. Van Dyke. Fu inoltre partner di Clark Gable e Spencer Tracy in Arditi dell'aria (1938) di Victor Fleming, e di Cary Grant nelle commedie Vento di primavera (1947) di Irving Reis e La casa dei nostri sogni (1948) di Henry C. Potter; interpretò anche ruoli drammatici e di maggior impegno, come ne I migliori anni della nostra vita (1946) di William Wyler, in cui impersonò la dolce moglie di un reduce di guerra (interpretato da Fredric March).
Durante la Seconda guerra mondiale si dedicò con costante impegno a spettacoli di intrattenimento per le truppe americane al fronte e, dopo la pace, come organizzatrice di attività politiche e culturali per l'UNESCO. Dagli anni cinquanta la Loy, pur mantenendo la sua popolarità, diradò i suoi impegni cinematografici, limitando le sue apparizioni a pellicole di vario genere, come Dodici lo chiamano papà (1950) di Walter Lang, accanto a Clifton Webb, Non desiderare la donna d'altri (1958) di Vincent J. Donehue, con Montgomery Clift, Dalla terrazza (1960) di Mark Robson, con Paul Newman, Merletto di mezzanotte (1960) di David Miller, con Doris Day e Rex Harrison, Sento che mi sta succedendo qualcosa (1969) di Stuart Rosenberg, con Jack Lemmon e Catherine Deneuve, Airport '75 (1975) di Jack Smight, Dimmi quello che vuoi (1980) di Sidney Lumet, suo ultimo film. Negli anni settanta si dedicò maggiormente al teatro e alla televisione, ritirandosi dalle scene nel 1982.
Nel 1991 le venne conferito il Premio Oscar alla carriera. Morì all'età di 88 anni in un ospedale di Manhattan durante un intervento chirurgico non specificato. Il suo corpo fu cremato a New York e le sue ceneri inumate al cimitero di Forestvale a Helena (Montana), sua città natia.

## Filmografia

### Cinema
- What Price Beauty?, regia di Tom Buckingham (1925)
- Il figliol prodigo (The Wanderer), regia di Raoul Walsh (1925) (non accreditata)
- La mosca nera (Pretty Ladies), regia di Monta Bell (1925) (non accreditata)
- Sporting Life, regia di Maurice Tourneur (1925) (non accreditata)
- Ben-Hur (Ben-Hur: A Tale of the Christ), regia di Fred Niblo (1925) (non accreditata)
- The Caveman, regia di Lewis Milestone (1926)
- The Love Toy, regia di Erle C. Kenton (1926) (non accreditata)
- The Gilded Highway, regia di J. Stewart Blackton (1926)
- Il delizioso peccatore (Exquisite Sinner), regia di Phil Rosen e Josef von Sternberg (1926)
- Attraverso il Pacifico (Across the Pacific), regia di Roy Del Ruth (1926)
- Don Giovanni e Lucrezia Borgia (Don Juan), regia di Alan Crosland (1926)
- Non si scherza con l'amore (Why Girls Go Back Home), regia di James Flood (1926)
- La vita è un charleston (So This is Paris), regia di Ernst Lubitsch (1926)
- The Third Degree, regia di Michael Curtiz (1926) (non accreditata)
- Finger Prints, regia di Lloyd Bacon (1927)
- When a Man Loves, regia di Alan Crosland (1927) (non accreditata)
- Bitter Apples, regia di Harry O. Hoyt (1927)
- La duchessa d'Alba (The Climbers), regia di Paul L. Stein (1927)
- Simple Sis, regia di Herman C. Raymaker (1927)
- The Heart of Maryland, regia di Lloyd Bacon (1927)
- A Sailor's Sweetheart, regia di Lloyd Bacon (1927)
- Il cantante di jazz (The Jazz Singer), regia di Alan Crosland (1927) (non accreditata)
- The Girl from Chicago, regia di Ray Enright (1927)
- If I Were Single, regia di Roy Del Ruth (1927)
- Ham and Eggs at the Front, regia di Roy Del Ruth (1927)
- Beware of Married Men, regia di Archie Mayo (1928)
- Il tassì di mezzanotte (Midnight Taxi), regia di John G. Adolfi (1928)
- Capitan Barbablù (A Girl in Every Port), regia di Howard Hawks (1928) (non accreditata)
- Turn Back the Hours, regia di Howard Bretherton (1928)
- La schiava di Singapore (State Street Sadie), regia di Archie Mayo (1928)
- Pay as You Enter, regia di Lloyd Bacon (1928)
- Fancy Baggage, regia di John G. Adolfi (1929)
- Hardboiled Rose, regia di F. Harmon Weight (1929)
- Evidence, regia di John G. Adolfi (1929)
- La guardia nera (The Black Watch), regia di John Ford (1929)
- L'arca di Noè (Noah's Ark), regia di Michael Curtiz (1929)
- Il canto del deserto (The Desert Song), regia di Roy Del Ruth (1929)
- The Squall, regia di Alexander Korda (1929)
- Il bandito e la signorina (The Great Divide), regia di Reginald Barker (1929)
- Rivista delle nazioni (The Show of Shows), regia di John G. Adolfi (1929)
- Carnevale romantico (Cameo Kirby), regia di Irving Cummings (1930)
- Le rose della castellana (Bride of the Regiment), regia di John Francis Dillon (1930)
- L'arcipelago in fiore (Isle of Escape), regia di Howard Bretherton (1930)
- Under a Texas Moon, regia di Michael Curtiz (1930)
- Cock o' the Walk, regia di Walter Lang e Roy William Neill (1930)
- L'ultimo eroe (The Last of the Duanes), regia di Alfred L. Werker (1930)
- The Jazz Cinderella, regia di Scott Pembroke (1930)
- The Bad Man, regia di Clarence G. Badger (1930)
- La spia (Renegades), regia di Victor Fleming (1930)
- The Truth About Youth, regia di William A. Seiter (1930)
- Rogue of the Rio Grande, regia di Spencer Gordon Bennett (1930)
- The Devil to Pay!, regia di George Fitzmaurice (1930)
- Birichina del gran mondo (The Naughty Flirt), regia di Edward F. Cline (1931)
- Anima e corpo (Body and Soul), regia di Alfred Santell (1931)
- Un americano alla corte di re Artù (A Connecticut Yankee), regia di David Butler (1931)
- Hush Money, regia di Sidney Lanfield (1931)
- Rebound, regia di Edward H. Griffith (1931)
- Transatlantico (Transatlantic), regia di William K. Howard (1931)
- Skyline, regia di Sam Taylor (1931)
- Consolation Marriage, regia di Paul Sloane (1931)
- Un popolo muore (Arrowsmith), regia di John Ford (1931)
- Ingratitudine (Emma), regia di Clarence Brown (1931)
- Bovary moderna (Vanity Fair), regia di Chester M. Franklin (1932)
- The Wet Parade, regia di Victor Fleming (1932)
- The Woman in Room 13, regia di Henry King (1932)
- New Morals for Old, regia di Charles Brabin (1932)
- Amami stanotte (Love Me Tonight), regia di Rouben Mamoulian (1932)
- Thirteen Women, regia di George Archainbaud (1932)
- La maschera di Fu Manciu (The Mask of Fu Manchu), regia di Charles Brabin (1932)
- The Animal Kingdom, regia di Edward H. Griffith (1932)
- Topaze, regia di Harry d'Abbadie d'Arrast (1933)
- Una notte al Cairo (The Barbarian), regia di Sam Wood (1933)
- L'idolo delle donne (The Prizefighter and the Lady), regia di W. S. Van Dyke e di (non accreditato) Howard Hawks (1933)
- Il caso dell'avvocato Durant (Penthouse), regia di W. S. Van Dyke (1933)
- When Ladies Meet, regia di Harry Beaumont (1933)
- Volo di notte (Night Flight), regia di Clarence Brown (1933)
- Le due strade (Manhattan Melodrama), regia di W. S. Van Dyke (1934)
- Uomini in bianco (Men in White), regia di Richard Boleslawski (1934)
- L'uomo ombra (The Thin Man), regia di W. S. Van Dyke (1934)
- Gli amori di una spia (Stamboul Quest), regia di Sam Wood (1934)
- L'amante sconosciuta (Evelyne Prentice), regia di William K. Howard (1934)
- Strettamente confidenziale (Broadway Bill), regia di Frank Capra (1934)
- Ali nel buio (Wings in the Dark), regia di James Flood (1935)
- Le quattro perle (Whipsaw), regia di Sam Wood (1935)
- La donna del giorno (Libeled Lady), regia di Jack Conway (1936)
- Dopo l'uomo ombra (After the Thin Man), regia di W. S. Van Dyke (1936)
- Gelosia (Wife vs. Secretary), regia di Clarence Brown (1936)
- Il paradiso delle fanciulle (The Great Ziegfeld), regia di Robert Z. Leonard (1936)
- La moglie riconquistata (To Mary - with Love), regia di John Cromwell (1936)
- Finalmente una donna! (Petticoat Fever), regia di George Fitzmaurice (1936)
- Sposiamoci in quattro (Double Wedding), regia di Richard Thorpe (1937)
- Parnell, regia di John M. Stahl (1937)
- Man-Proof, regia di Richard Thorpe (1938)
- Arditi dell'aria (Test Pilot), regia di Victor Fleming (1938)
- L'amico pubblico nº 1 (Too Hot to Handle), regia di Jack Conway (1938)
- Lucky Night, regia di Norman Taurog (1939)
- La grande pioggia (The Rains Came), regia di Clarence Brown (1939)
- Si riparla dell'uomo ombra (Another Thin Man), regia di W. S. Van Dyke (1939)
- Wapakoneta (Third Finger Left Hand), regia di Robert Z. Leonard (1940)
- Ti amo ancora (I Love You Again), regia di W. S. Van Dyke (1940)
- Innamorato pazzo (Love Crazy), regia di Jack Conway (1941)
- L'ombra dell'uomo ombra (Shadow of the Thin Man), regia di W. S. Van Dyke (1941)
- L'uomo ombra torna a casa (The Thin Man Goes Home), regia di Richard Thorpe (1945)
- I migliori anni della nostra vita (The Best Years of Our Lives), regia di William Wyler (1946)
- Un genio in famiglia (So Goes My Love), regia di Frank Ryan (1946)
- Il canto dell'uomo ombra (Song of the Thin Man), regia di Edward Buzzell (1947)
- Vento di primavera (The Bachelor and the Bobby-Soxer), regia di Irving Reis (1947)
- The Senator Was Indiscreet, regia di George S. Kaufman (1947) (cameo, non accreditata)
- La casa dei nostri sogni (Mr. Blandings Builds His Dream House), regia di Henry C. Potter (1948)
- Minuzzolo (The Red Pony), regia di Lewis Milestone (1949)
- Tramonto d'amore (That Dangerous Age), regia di Gregory Ratoff (1949)
- Dodici lo chiamano papà (Cheaper by the Dozen), regia di Walter Lang (1950)
- Ragazze alla finestra (Belles on their Toes), regia di Henry Levin (1952)
- La figlia dell'ambasciatore (The Ambassador's Daughter), regia di Norman Krasna (1956)
- Non desiderare la donna d'altri (Lonelyhearts), regia di Vincent J. Donehue (1958)
- Merletto di mezzanotte (Midnight Lace), regia di David Miller (1960)
- Dalla terrazza (From the Terrace), regia di Mark Robson (1960)
- Sento che mi sta succedendo qualcosa (The April Fools), regia di Stuart Rosenberg (1969)
- Airport '75 (Airport 1975), regia di Jack Smight (1975)
- La fine... della fine (The End), regia di Burt Reynolds (1978)
- Dimmi quello che vuoi (Just Tell Me What You Want), regia di Sidney Lumet (1980)

### Televisione
- General Electric Theater – serie TV, episodi 3x26-5x18-6x07 (1955-1957)
- June Allyson Show (The DuPont Show with June Allyson) – serie TV, episodio 1x28 (1960)
- Il virginiano (The Virginian) – serie TV, episodio 5x28 (1967)
- Tre nipoti e un maggiordomo (Family Affair) – serie TV, episodio 1x20 (1967)
- Death Takes A Holiday, regia di Robert Butler – film TV (1971)
- Colombo (Columbo) – serie TV, episodio 2x02 (1972)

### Film e documentari su Myrna Loy
- Le dee dell'amore (The Love Goddesses) documentario di Saul J. Turell - filmati di repertorio (1965)

## Doppiatrici italiane
- Tina Lattanzi in Ingratitudine, Volo di notte, Gli amori di una spia, L'amante sconosciuta, Il paradiso delle fanciulle, L'amico pubblico nº 1, La grande pioggia, Vento di primavera/L'intraprendente signor Dick, La casa dei nostri sogni, Dodici lo chiamano papà, Ragazze alla finestra
- Lydia Simoneschi in I migliori anni della nostra vita, Minuzzolo, La figlia dell'ambasciatore, Non desiderare la donna d'altri, Merletto di mezzanotte, Dalla terrazza, Sento che mi sta succedendo qualcosa
- Rosina Galli in Si riparla dell'uomo ombra, Ti amo ancora
- Giovanna Scotto in Un genio in famiglia
- Elena Da Venezia in Il canto dell'uomo ombra
- Isa Bellini in Airport '75
- Eva Ricca nei ridoppiaggi di L'uomo ombra, Dopo l'uomo ombra, L'uomo ombra torna a casa, Il canto dell'uomo ombra e nel doppiaggio tardivo de L'ombra dell'uomo ombra
- Ada Maria Serra Zanetti in Dodici lo chiamano papà (ridoppiaggio), La donna del giorno (ridoppiaggio)
- Dhia Cristiani in I migliori anni della nostra vita (ridoppiaggio)
- Melina Martello in Amami stanotte (ridoppiaggio)
- Vittoria Febbi in Le due strade (ridoppiaggio)